# Wet op bijzondere medische verrichtingen
De Wet op bijzondere medische verrichtingen (WBMV) is een Nederlandse wet vastgesteld op 24 oktober 1997 heeft als doel te reguleren wie bevoegd is tot het verrichten van bijzondere medische verrichtingen in Nederland. Daarnaast speelt deze wet een rol bij kwaliteitstoetsing op basis van actuele medische ethiek en maatschappelijke ontwikkelingen. Ten slotte bepaalt deze wet de verdeling van deze verrichtingen in Nederland. Bepalend hiervoor zijn de aanschaf en gebruik van medische apparatuur en het toekennen van financiële middelen. Op basis van deze wet mogen bepaalde verrichtingen alleen worden uitgevoerd in geautoriseerde zorgorganisaties. Longtransplantaties mogen bijvoorbeeld alleen worden uitgevoerd in universitaire medische centra.
De wet kent diverse aanvullende regelgeving, bijvoorbeeld ten aanzien van klinisch genetisch onderzoek bij zeldzame DNA-testen

## Definitie
De volgende handelingen vallen onder de term bijzondere medische verrichting:
- orgaantransplantatie van hart, nier, alvleesklier, longen, lever of dunne darm
- implantatie van kunstorganen die (delen van) de functie vervullen van hart, nier, alvleesklier, longen, lever of dunne darm
- transplantatie van stamcellen uit beenmerg, bloed of de navelstreng
- verrichtingen aan het hart
- bepaalde vormen van neurochirurgie
- klinisch genetisch onderzoek
- IVF indien het embryo buiten het menselijk lichaam ontstaat
- neonatale intensive care (met uitzondering van neonatale chirurgische zorg)